# Benzofenonă
Benzofenona (difenilmetanona) este un compus organic cu formula chimică (C6H5)2CO. Este un solid alb, solubil în solvenți organici. 

## Obținere
Benzofenona se obține în urma oxidării cu oxigen din aer a difenilmetanului pe catalizator de cupru.
O metodă utilizată în laborator presupune reacționarea benzenului cu tetraclorură de carbon, când se obține difenildiclorometanul. În final, produsul este supus unei reacții de hidroliză.
De asemenea, o altă metodă este o reacție de acilare Friedel-Crafts a benzenului cu clorura de benzoil, în prezența unui acid Lewis pe post de catalizator (de exemplu, cu clorură de aluminiu):